# Hygrohypnum peruviense
Hygrohypnum peruviense là một loài rêu trong họ Amblystegiaceae. Loài này được R.S. Williams mô tả khoa học đầu tiên năm 1916.